# Олег Курский
Олег Курский (ум. после 1228) — князь Курский, потомок Олега Святославича, родоначальника чернигово-северских князей, под таким именем упоминается в качестве участника битвы на Калке в 1223 году и усобицы 1226 года.

## Происхождение
Как правило считается, что в событиях 1220-х годов участвовал Олег Игоревич, сын Игоря Святославича, превосходивший Михаила старшинством. Однако Зотов Р. В. обратил внимание на то, что Олег Игоревич не упомянут на княжеском съезде 1223 года перед Михаилом, а также то, что в Воскресенской и Никоновской летописях сообщается под 1228 годом о женитьбе Всеволода Константиновича ярославского на дочери Олега Святославича, и считает Олега сыном Святослава Игоревича. Также исследователь отождествляет Олега с Юрием курским, упомянутым на поз.49 Любецкого синодика.
По версии Л. Войтовича, Олег Курский был сыном Святослава Ольговича, князя рыльского, участника похода на половцев в 1185 году. При этом Л.Войтович считает, что Олег Игоревич (сын Игоря Святославича) умер в 1205 году. Этим годом Густынская летопись датирует смерть князей «Олга Игоровича» и «Володимера Юрьевича Муромского»; исследователь О. Рапов полагает, что речь здесь идёт о сыне Игоря Святославича, однако в Московском летописном своде сообщается о смерти «князя Олега Черниговъского Святославича» и «князя Володимера Юрьевича Муромского» в 1204 году. Это может значить, что и в Густынской летописи речь идёт о сыне Святослава Всеволодовича.

## Усобица 1226 года
В 1226 году Олег был разбит Михаилом Всеволодовичем при помощи владимирских войск.
Поскольку Михаил как правило считается черниговским князем уже с 1223 года, то предметом борьбы обычно считается Чернигов, а Олег — претендентом на него. Но историки обратили внимание на несоразмерность владений Олега и Михаила в этом случае. А. А. Горский предположил, что в 1223—26 годах черниговским князем был не Михаил, а Константин Ольгович, то есть в 1226 и Михаил, и Олег были всего лишь претендентами. Войтович Л. В. предположил, что предметом борьбы был не Чернигов, а Новгород-Северский.

## Брак и дети
О жене Олега ничего не известно. По Л. Войтовичу у Олега были 2 сына и дочь:
- Юрий, князь курский[11]
- Дмитрий, князь курский[12]
- Мария; муж: Всеволод Константинович (уб. 1238), князь Ярославский[13]

По версии Зотова Р. В., Юрий был одним лицом с Олегом курским (и при этом сыном Святослава Игоревича), а Дмитрий был его братом.